# 290 (číslo)
Dvě stě devadesát je přirozené číslo, které následuje po čísle dvě stě osmdesát devět a předchází číslu dvě stě devadesát jedna. Římskými číslicemi se zapisuje CCXC a řeckými číslicemi σϟ.

## Matematika
290 je:
- Deficientní číslo
- Nešťastné číslo
- Nepříznivé číslo
- Součet čtyř po sobě jdoucích prvočísel (67 + 71 + 73 + 79)

## Astronomie
- (290) Bruna je planetka hlavního pásu, kterou objevil v roce 1890 Johann Palisa

## Doprava
- Silnice II/290 je česká silnice II. třídy vedoucí na trase Frýdlant – Hejnice – Polubný peáž se silnicí I/14 Vysoké nad Jizerou – Roprachtice – Nová Ves[1]

## Komunikace
- +290 je mezinárodní telefonní předvolba Svaté Heleny a Tristanu da Cunha

## Roky
- 290
- 290 př. n. l.